# Svetlana Agarval
Svetlana Agarval (ook gespeld als: Agarwal) (Wit-Russisch: Светлана Агарвал) (Vitebsk) is een Wit-Russische singer-songwriter  en muzikante die Indiase muziek zingt..

## Biografie
Agarval ging naar de muziekschool in Vitebsk. Gedurende haar schooljaren kreeg ze interesse in Indiase films en ze begon te zingen in het Hindi. Tegenwoordig zingt ze zowel in het Hindi, Russisch en Wit-Russisch.
In 2010 raakte ze nationaal bekend toen ze een cultureel festival bijwoonde in Grodno en in 2011 trad ze op bij de Slavianski Bazaar. In 2012 vertegenwoordigde zij India op de Oosterse Bazaar in Jalta. Ze behaalde de finale. In 2015 was ze de zangeres van een reclamecampagne in Wit-Rusland die een Indische tandpasta promootte.
Op 18 september 2016 werd officieel bekendgemaakt dat Agarval intern was gekozen om Wit-Rusland te vertegenwoordigen op het Türkvizyonsongfestival 2016, dat in Istanboel, Turkije georganiseerd zou worden. Dit festival werd echter eind 2016 geannuleerd. Vier jaar later mocht ze dan toch naar het festival. Ze vertegenwoordigde eind december 2020 Wit-Rusland op het Türkvizyonsongfestival 2020. Agarval eindigde teleurstellend op de 23ste plaats op 26 deelnemers.

## Privé
Agarval is getrouwd met een Indiase ondernemer en zakenman. Het paar heeft een zoon.

## Discografie

### Singles
- Jimmy aaja (2011)
- Dil ko nahi pata (2011)
- Chori pakdi gayi (2012)
- Rimjhim Rimhjim (2012)
- Le gayi (2013)
- Goron ki na kalon ki (2014)
- Anjana (2014)[7]
- Baby doll (2015)
- Teri galliyan (2016)
- Teri meri (2016)
- Yeh mera dil (2016)
- Laila main Laila (2018)
- Dheere dheere se (2018)

### Albums
- Dil ko nahi pata (2013)[8]

2013: Goenesj Abbasova · 
2015: Aleksandra Kazımova · 
2020: Svetlana Agarval